# Thereuonema katharinae
Thereuonema katharinae är en mångfotingart som beskrevs av Würmli 2004. Thereuonema katharinae ingår i släktet Thereuonema och familjen spindelfotingar. Inga underarter finns listade i Catalogue of Life.